# Офанто
О́фанто (итал. Ofanto; лат. Aufidus, Canna; греч. Αὔφιδος) — река на юге Италии. Длина реки составляет 145 км, площадь водосборного бассейна — 2760 км². Протекает по территории областей Кампания, Базиликата и Апулия.
Исток находится в Южных Апеннинах, в коммуне Торелла-деи-Ломбарди. Впадает в залив Манфредония Адриатического моря недалеко от города Барлетта.
В древности называлась Ауфи́д или Авфи́д (лат. Aufidus). В 216 году до н. э. около реки произошла битва при Каннах.